# Argentré-du-Plessis
Argentré-du-Plessis is een gemeente in het Franse departement Ille-et-Vilaine (regio Bretagne). De plaats maakt deel uit van het arrondissement Fougères-Vitré. De inwoners worden Argentréens genoemd. Argentré-du-Plessis telde op 1 januari 2022 4.591 inwoners.
De geschiedenis van de plaats is verweven met die van de machtige familie du Plessis, die al in 940 genoemd werd en hier haar kasteel had.

## Geografie
De oppervlakte van Argentré-du-Plessis bedroeg op 1 januari 2022 41,46 vierkante kilometer; de bevolkingsdichtheid was toen 110,7 inwoners per km². De gemeente ligt op negen kilometer van Vitré.

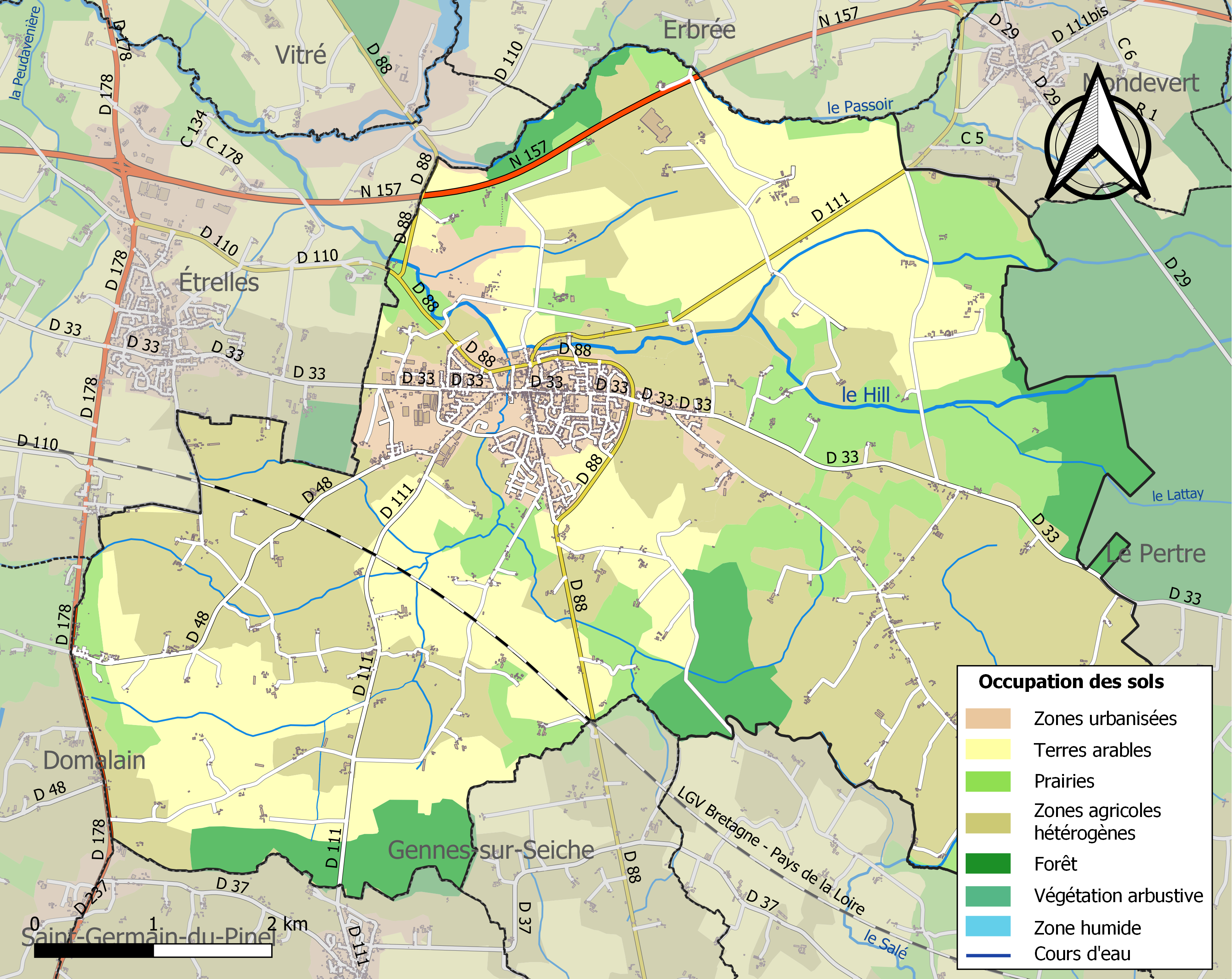
Kaart van de gemeente met belangrijkste infrastructuur, bodemgebruik en omliggende gemeenten

## Demografie
Onderstaande figuur toont het verloop van het inwonertal, bron: INSEE-tellingen. 